# Otrar
Otrar és una antiga ciutat de l'Àsia central a la que fou la ruta de la seda, propera a la moderna ciutat de Karatau al Kazakhstan. Les seves ruïnes es troben a la província del Sud, al districte (okrug) de Kusulkum. Era a la riba sud del Iaxartes (Sirdarià) a la confluència amb el riu Aris. Fou centre d'un oasi i una divisió política que s'estenia a l'oest cap al desert de Kzilkum entre el Sirdarià i l'Amudarià. Les antigues ciutats de l'oasi tenen nom moderns: Altyntobe, Dzhalpak-tobe, Kuyuk-Mardan-tobe i Pchakchi-tobe entre d'altres; dels nom antics només se'n conserven tres.

## Història
Antiga ciutat probablement del segle i, la posició d'Otrar en el centre de la ruta de caravanes afavoria la seva prosperitat: per un costat cap a Taraz i Balasagun i el Turquestan Oriental; pel Sirdarià cap a Shahs, Merv i Nixapur; i un altre cap a l'oest fins a Coràsmia i la regió del Volga i el [Caucas].
Entre les monedes trobades a Otrar n'hi ha amb el genèric símbol dels türgesh (turcs) amb un bou a un costat i un lleó a l'altre; un segon tipus presenta el signe X a un costat i probablement correspondrien a un governant local; una de les hipòtesis és que es tractaria d'un governant del poble turc dels kangars que havien format un estat anomenat Kangu Tarban a la zona del Sirdarià (llavors anomenat riu Kang) que va existir entre el segle i aC i el segle v amb capital a Bityan, i que al final es va dividir en diversos petits estats principalment a la vall del Sirdarià i els afluents Keles i Atysi; segons les monedes una dinastia kangar hauria governat entre el segle vi i el segle VIII amb capital a Turarband, que després va agafar el nom d'Otrar.
Als segles ix i x va passar al califat i tot seguit als samànides. A Otrar es va emetre moneda. Va passar als karakhànides a la meitat del segle x. Aquestos van esdevenir vassalls dels kara khitai a la meitat del segle xi, però van conservar diversos feus, entre els quals Otrar. Vers el 1206 el kan local karakhànida va esdevenir vassall del xa de Coràsmia; el 1210 el kan Tadj al-Din Bilge Khan es va revoltar i el xa de Coràsmia va haver de reprimir la revolta.
El 1211, a la caiguda del kan kara khitai en poder de l'usurpador mongol Kuchlug, i segurament d'acord amb el que ja s'havia planificat entre aquest i Ala al-Din Muhammad xa de Coràsmia, la ciutat va ser ocupada per Coràsmia això com altres posicions al nord del Sirdarià com Chah (Tashkend), i Sairam (Ishidjab), però el 1213, després del conflicte entre els dos estats, Muhammad es va retirar al sud del riu. Però això ja anunciava un conflicte. Quan el kanat kara khitai va ser eliminat pels mongols el 1218, el Sirdarià esdevingué frontera entre Coràsmia i el naixent imperi. La guerra era inevitable i la iniciativa del seu començament fou de Coràsmia quan, a la regió d'Otrar, ara a la frontera, va detenir a una caravana mongola en la que viatjaven suposadament només comerciants musulmans i l'enviat mongol Uquna; els comerciants van ser assassinats per orde del governador local Inatchiq conegut pel seu títol de Qadir khan que va confiscar les mercaderies, ja que sospitava, potser amb raó, que a la caravana anaven espies. Genguis Kan va demanar reparacions incloent l'entrega de Qadir Khan i no li foren donades.
El 1219 els mongols van preparar el seu exèrcit (estiu) a l'alt Irtix. A la tardor Genguis Kan va arribar a Qayaligh al sud-est del Baikal en territori karluc, on se li va unir el kan Arslan amb les seves forces; després se li van unir Sjuqnaqtegin, rei d'Almaligh, i Bartchu, idiqut dels uigurs. Barthold pensa que l'exèrcit format arribava a una xifra entre 150 mil i 200 mil homes. Muhammad disposava de més forces però les va repartir en tota la línia del Sirdarià i les fortaleses de la Transoxiana i així en cada lloc disposava de menys efectius que l'enemic. Genguis va atacar per Otrar, on va quedar una divisió a les ordes de Txagatai i Ogodei, fills del gran kan; una altra divisió sota comandant de Djoci, el fill gran de Genguis va baixar pel Sirdarià i va ocupar Sighnaq (prop de la moderna ciutat de Turkestan) i Djend (prop de la moderna Perovsk); un grup de cinc mil mongols va ocupar Benaket, a l'alt Sirdarià, a l'oest de Tashkend i van assetjar Khodjend (Khudjand), on era governador Timur Malik, que després d'una enèrgica defensa va poder fugir en barca pel riu.
Qadir khan va defensar la ciutat amb 50.000 homes i encara va rebre reforços dirigits per Kardj Khodzib amb deu mil homes més. La ciutadella havia estat fortificada i les tropes havien rebut molt d'armament; la infanteria i la cavalleria estaven situades prop de les portes per si cal lluitar a la ciutat; les tropes mongoles també eren molt nombroses i van rodejar la fortalesa; el setge fou llarg; tot i una defensa ferotge la ciutat fou capturada i destruïda i la seva població en gran part massacrada o esclavitzada; moltes de les ciutats de l'oasi ja no es van recuperar i van quedar abandonades. Qadir Khan fou capturat i executat. Un dels caps administratius de la ciutat, Badr al-Din Amid, es va unir als mongols abans de la conquesta.
Però Otrar encara es va recuperar i a mitjan segle xiii tornava a ser un centre comercial de les caravanes. Fou part del Kanat de Txagatai. El febrer de 1405 la ciutat fou visitada per Tamerlà, que s'hi va posar malalt i va morir en un dels palaus locals el 18 de febrer del 1405. En les lluites següents Abu l-Khayr, del nou kanat uzbek, va fomentar una revolta a Otrar (1455) que va posar fi al domini tarmelànida; altres gengiskhànides reclamaven la zona així que es van produir lluites en els segles XV al XVII, quan es van disputar la zona el kanat kazakh i els senyors feudals de Dzungària. La pèrdua d'importància de la ruta de la seda, i el període de revoltes que es va obrir, va fer entrar a la regió en decadència accelerada; els sistema d'irrigació es va deixar d'usar al segle xviii. El 1800 només quedaven 40 famílies a la ciutat comparades a les entre 5.000 i 7.000 que hi havia hagut entre els segles XIV i el XVII; l'àrea regada s'havia reduït a 5 km².

## Arqueologia
L'àrea de les restes és de 2 km². Els nivells inferiors són del segle i i els monuments més recents són del segle xv. Otrar era una fortalesa típica amb una fortalesa central (ark) i una ciutat fortificada (shahristan) que formava una altura amb cinc cantons d'uns 18 metres d'alt. Tota l'àrea del turó fortificat mesura 200000 m². Els seus monuments foren importants i monumentals; la ciutat estava densament poblada; les cases eren properes unes a les altres i formaven grups o barris; dos banys d'entre el segle ix i el XI foren trobats als afores de la ciutat (rabat) fora de les muralles, amb una sala central per banys i massatges, sales per vestir-se i despullar-se, menjadors i sales de pregària; disposaven d'aigua calenta. A la ciutat es produïa ceràmica, i n'era un dels principals centres de l'Àsia central.